# Uffe Bech
 Uffe Manich Bech  (Copenhague, Dinamarca, 13 de enero de 1993) es un futbolista danés. Juega de centrocampista.

## Clubes
| Club                          | País      | Año       |
| ----------------------------- | --------- | --------- |
| Lyngby BK                     | Dinamarca | 2010-2013 |
| F. C. Nordsjælland            | Dinamarca | 2013-2015 |
| Hannover 96                   | Alemania  | 2015-2019 |
| SpVgg Greuther Fürth (cedido) | Alemania  | 2018      |
| Brøndby IF (cedido)           | Dinamarca | 2018      |
| Panathinaikos                 | Grecia    | 2019-2022 |

## Palmarés

### Títulos nacionales
| Título         | Club          | País   | Año  |
| -------------- | ------------- | ------ | ---- |
| Copa de Grecia | Panathinaikos | Grecia | 2022 |